# Віляново (Великопольське воєводство)
Віляново (пол. Wilanowo) — село в Польщі, у гміні Каменець Ґродзиського повіту Великопольського воєводства.
Населення — 206 осіб (2011).
У 1975-1998 роках село належало до Познанського воєводства.

## Демографія
Демографічна структура станом на 31 березня 2011 року:
|          | Загалом | Допрацездатний вік | Працездатний вік | Постпрацездатний вік |
| -------- | ------- | ------------------ | ---------------- | -------------------- |
| Чоловіки | 106     | 20                 | 78               | 8                    |
| Жінки    | 100     | 14                 | 67               | 19                   |
| Разом    | 206     | 34                 | 145              | 27                   |